# Xestia junctura
Xestia junctura är en fjärilsart som beskrevs av Moore 1881. Xestia junctura ingår i släktet Xestia och familjen nattflyn. Inga underarter finns listade i Catalogue of Life.